# Ildzsime
Az Ildzsime (hangul: 일지매, handzsa: 一枝梅, RR: Iljimae; vagy Il-Ji-Mae: The Phantom Thief) 2008-ban vetített koreai történelmi-fantasy sorozat, főszereplői I Dzsungi (Lee Joon-gi), Han Hjodzsu (Han Hyo-joo), I Jonga (Lee Young-ah) és Pak Sihu (Park Si-hoo). A sorozat alapjául Ko Ujong (고우영, Go Woo-young) 1975 és 1977 között kiadott azonos című képregénye szolgált, mely egy Csoszon-kori, Robin Hoodhoz hasonló legenda alakját örökíti meg. 2009-ben az MBC is feldolgozta a legendát The Return of Iljimae címmel, az SBS-sorozat történetéhez azonban nem kapcsolódik.

## Történet
I Gjom (Lee Gyeom) gazdag családba születik, apja igazi nemes szívű ember. Boldogan él családjával kajszifákkal övezett házában. Egy nap azonban a királynak azt jövendöli egy vak jós, hogy I (Lee) házából kerül majd ki egy olyan ember, aki a napnál is fényesebben ragyog, és az emberek imádni fogják. A király féltékenységében elrendeli nem csak I, de a fia megölését is, attól rettegve, hogy talán ő lesz majd az a „nap”, két nap pedig nem ragyoghat egy égbolton. Gjom (Gyeom) szemtanúja lesz apja halálának, egy szekrénybe zárva vészeli át a támadást. Azt az embert ugyan nem látja, aki leszúrja apját, de a különlegesen vésett kardot igen. A kisfiút egy betörő menti meg, Szödol (Swe-dol) lopni megy a házba, s meghallja a fiú jajveszékelését. A sokkot kapott kisfiú elveszíti emlékeit, miután a város főterén végignézi apja testének felnégyelését és kénytelen megkövezni a saját anyját – ez az egyetlen módja, hogy bizonyítsa, nem ő I Gjom (Lee Gyeom), akit keres a csendőrség. Emlékeit vesztve  Gjom (Gyeom) Szödol (Swe-dol) fogadott fiaként nő fel, Jong (Yong) néven.
Szödol (Swe-dol) korábban már egy másik fiút is a sajátjaként nevelt, felesége ugyanis Gjom (Gyeom) apjának házában volt szolgálólány, s teherbe is esett a férfitól, akit szerelemmel szeretett. A nőt a férfi apja megpróbálta eltenni láb alól, Szödolnak kellett elrabolnia, de végül megmentette az asszonyt, feleségül vette és sajátjakánt nevelte a fiát, Cshadolt (Cha-dolt). A fiút és Szödol (Swedol)t el akarja hallgattatni Pjon (Byeon) nemesúr, miután Cshadollal (Cha-dollal) ásatják el I (Lee) kertjében azt a papírt, ami „bizonyítja”, hogy I (Lee) a király ellen szövetkezett és ezért kellett kivégezni. Cshadol (Cha-dol) anyja úgy ment meg a fiát, hogy azt hazudja Pjonnak (Byeonnak), tőle van a gyerek: korábban ugyanis azért, hogy szerelmét védje, az asszony odaadta a testét a férfinak, akkor már várandósan I (Lee) fiával. Pjon (Byeon) így befogadja Cshadolt (Cha-dolt) és Sihunak (Si-hoonak) nevezi el. A fiút ki nem állhatja Pjon (Byeon) elsőszülött fia és mindent megtesz, hogy megkeserítse az életét. Sihu (Si-hoo) végül katonatiszt lesz.
Felnővén Gjom/Jong (Gyeom/Yong) elkezdi visszanyerni az emlékezetét és bosszút esküszik. Álruhát öltve gazdagokat rabol ki és a szegényeknek adja a zsákmányt, miközben valódi célja, hogy megtalálja a kardot, amivel apját megölték. A rablás színhelyén mindig egy rajzot hagy, melyen egy kajszifa virágzó ága látható, erről kapja a nevét: Ildzsime (Iljimae) („kajszifa ága”). Ildzsimére (Iljimae-re) a nép megmentőként, felkelő napként tekint, Sihu (Si-hoo) pedig arra törekszik, hogy elkapja a rablót – ha sikerül neki, nemesi rangot kaphat és lemoshatja magáról a balkézről született jelzőt, nem sejtve, hogy saját öccsét üldözi, és azt sem, hogy édesapjuk a király édestestvére volt.

## Szereplők
- I Dzsungi (Lee Joon-gi): I Gjom/Jong/Ildzsime (Lee Gyeom/Yong/Iljimae) (이겸/ 용 / 일지매)
- Han Hjodzsu (Han Hyo-joo): Undzse (Eun-jae) (은채)
- I Jonga (Lee Young-ah): Pongszun (Bong-soon) (봉순)
- Pak Sihu (Park Si-hoo): Cshadol/Sihu (Ja-dol/Si-hoo) (시후)
- I Munsik (Lee Moon-sik): Szödol (Swe-dol) (쇠돌)

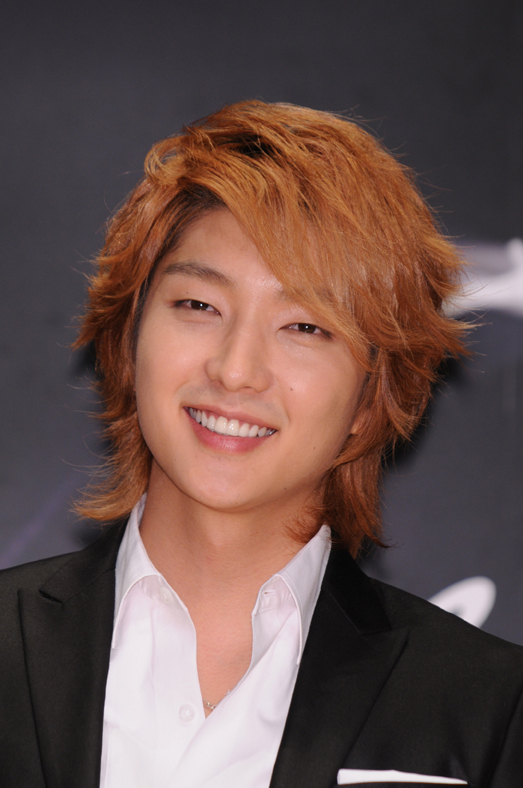
I Dzsungi (Lee Joon-gi)
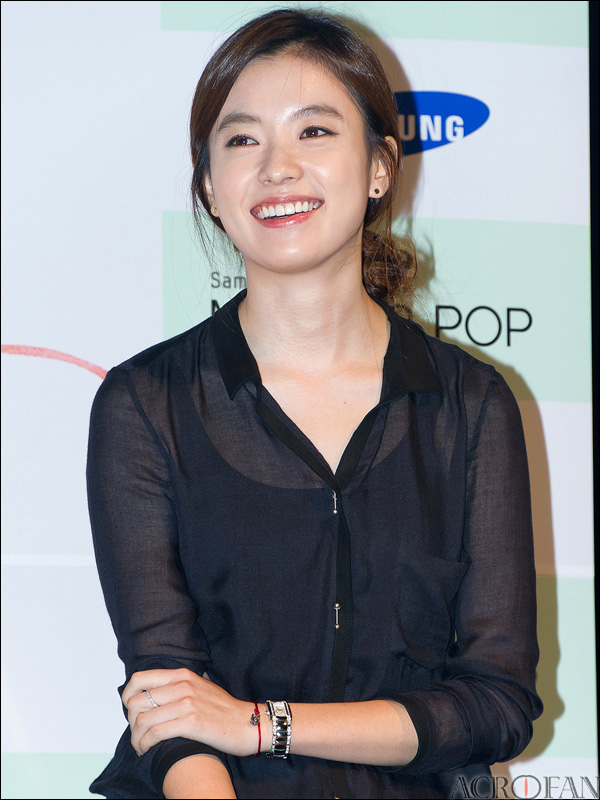
Han Hjodzsu (Han Hyo-joo)
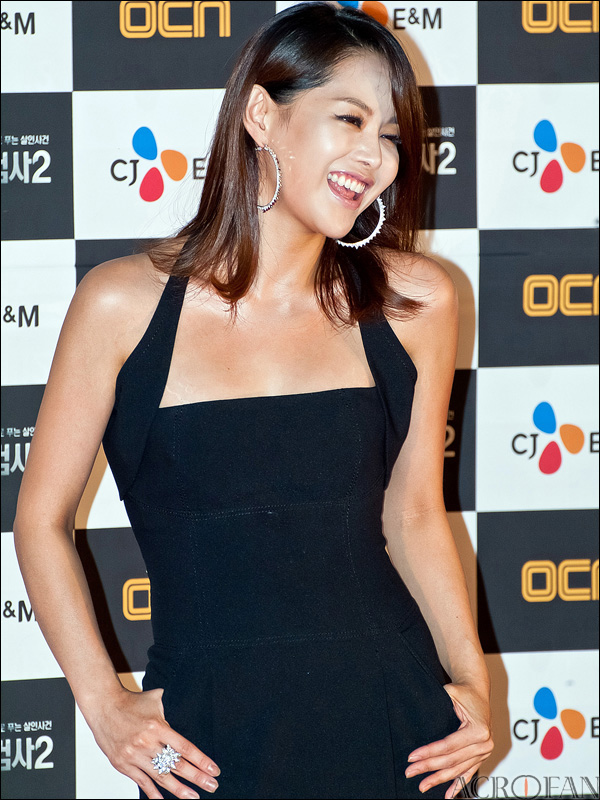
I Jonga (Lee Young-ah)